# Mucama batesi
Mucama batesi är en skalbaggsart som beskrevs av Soula 2002. Mucama batesi ingår i släktet Mucama och familjen Rutelidae. Inga underarter finns listade i Catalogue of Life.